# ماتسودایرا نوریکاتا
ماتسودایرا نوریکاتا (به ژاپنی: 松平 乗謨 Matsudaira Norikata); ۱۸ دسامبر ۱۸۳۹ – ۲۶ ژانویهٔ ۱۹۱۰) سیاستمدار، روجو و واکادوشیوری در دوره ادو اهل ژاپن بود.  پس از اصلاحات میجی به عنوان یک سیاستمدار به رهبری در دولت میجی رسید . او یکی از بنیانگذاران صلیب سرخ ژاپن بود.